# روح القدس (مجله)
مجله فارسی‌زبان روح القدس از سال ۱۹۰۷ تا ۱۹۰۸ هر دوهفته یکبار در تهران منتشر می‌شد و در مجموع ۲۹ نسخه از آن چاپ شد. سردبیر آن سلطان العلما خراسانی (۱۸۳۹–۱۹۱۱)، دانشمند مذهبی شیعی و فعال سیاسی بود که به خاطر حمایت از انقلاب مشروطه در ایران (۱۹۰۵–۱۹۱۱) و انتقاد از دولت محمد علی شاه مشهور بود.
بنیان این ژورنال انقلابی با هدف انتشار نظرات در مورد شرایط حاکم بر سیاست و جامعه و نیز انتقاد آشکار از مشکلات بود. به دلیل داشتن متن نچندان ساده این مجله، احتمالاً مخاطب آن نخبگان جامعه بودند.
روح القدس به همراه مجله‌های مساوات و صور اسرافیل، با گرایش‌های انقلابی و جدی خود در جهت حمایت از انقلاب مشروطه به‌طور چشمگیری فعالیت کردند. پس از به توپ بستن مجلس توسط محمدعلی شاه در ژوئن ۱۹۰۸، این مجله، مانند بسیاری دیگر از مطبوعات ایرانی، ممنوع شد.